# Type P (Frankfurt)
Het Type P is een door Düwag gebouwde serie van 100 trams voor de tram van Frankfurt am Main. Het type tram is een doorontwikkeling van de gelede tram die Düwag vanaf 1956 leverde. Dankzij klaptreden bij de Stadtbahn-trams, konden ze zowel bij lage (op straat) als bij hoge perrons (in tunnels) passagiers laten in- en uitstappen. De voertuigen zijn tussen 1972 en 1978 gebouwd.

## Varianten
Om deze trams geschikt te maken voor tunneldiensten, werden ze uitgerust met extra technische installaties en werd deze versie Pt genoemd. In eerste instantie werden zo 30 exemplaren geleverd. De overige 70 exemplaren hadden deze extra voorzieningen niet en heetten kortweg P. Later zijn deze alsnog omgebouwd om in tunnels dienst te doen.
Omdat ze op sommige lijnen samenreden met breed U2 materieel, werden ze bij de deuren verbreed, deze versie werd Ptb genoemd. In noodgevallen kon elke type P aan een U2-voertuig gekoppeld worden.

## Inzet
Na tientallen jaren in Frankfurt te hebben dienstgedaan zijn in de 21e eeuw exemplaren aan het trambedrijf rond Katowice in Polen verkocht. Meer exemplaren zijn aan het trambedrijf van het Turkse Gaziantep verkocht.